# Houssem Aouar
Pour les articles homonymes, voir Aouar.
Houssem Aouar, né le 30 juin 1998 dans le 3e arrondissement de Lyon, est un footballeur international algérien, qui évolue au poste de milieu central ou de milieu offensif au Ittihad Club.

## Biographie

### Olympique lyonnais (2009-2023)

#### Parcours junior (2009-2016)
Grandissant dans le quartier Tonkin de parents Algériens originaire de Béni-Saf. Houssem Aouar,,, commence le football au club local de l'AS Tonkin en 2006. Il détient la nationalité algérienne.
Il rejoint le centre de formation de l'Olympique lyonnais en 2009 à l'âge de 11 ans. À 16 ans, Houssem Aouar est sacré champion de France U17 en 2014 en ouvrant lui-même le score lors de la victoire 3-1 face au Paris Saint-Germain et effectue une sélection avec l'Équipe de France U17. Le jeune milieu offensif inscrira même 27 buts et offrira quinze passes décisives lors de sa saison en U17, de belles performances qui ne sont pas passées inaperçues et qui lui ont permis d'effectuer sa première en U19 à l'âge de 16 ans et trois mois. En 2016, il est vice-champion de France U19 avec ses partenaires de l'OL à l'issue d'une saison à onze buts en 19 matchs pour le milieu offensif du Rhône,.

#### Intégration à l'équipe première (2015–2017)
Aouar intègre l'équipe réserve au début de la saison 2015-2016. Il joue son premier match senior le 19 décembre 2015 en remplaçant Zakarie Labidi contre Sarre-Union lors d'un succès 2-0 comptant pour la 14e journée de CFA et connaît sa première titularisation le 13 février 2016 face à la réserve d'Auxerre, portant le numéro 10. Il conclut la saison avec six matchs disputés et trois titularisations.
Il signe un contrat professionnel de trois ans à l'Olympique lyonnais en juillet 2016. En 2016-2017, il participe aux entraînements de Bruno Génésio avec les pros mais fait régulièrement des allers-retours entre la réserve (où il joue quinze matches) et l'équipe première.
Il participe à son premier match professionnel lors de la rencontre de Ligue Europa face à l'AZ Alkmaar le 16 février 2017. Il inscrit son premier but lors du match retour au Parc OL. Il est titulaire peu de temps après sur l'aile gauche d'un 4-3-3 juste devant Maciej Rybus, contre le SC Bastia. Cependant, le match est interrompu par des incidents à la mi-temps, et la victoire est donnée aux lyonnais sur tapis vert. Il participe à quatre matches lors de la saison 2016-2017 dont deux en Ligue Europa et deux en Ligue 1 face à l'AS Monaco et l'OGC Nice lors des 34e et 38e journées. Jouant toujours pour la réserve, il dispute quinze rencontres de CFA pour quatre buts. Aouar inscrit son premier but senior le 15 octobre 2016 lors d'un nul contre Annecy.

#### Révélation lyonnaise et titulaire à part entière (2017–2018)

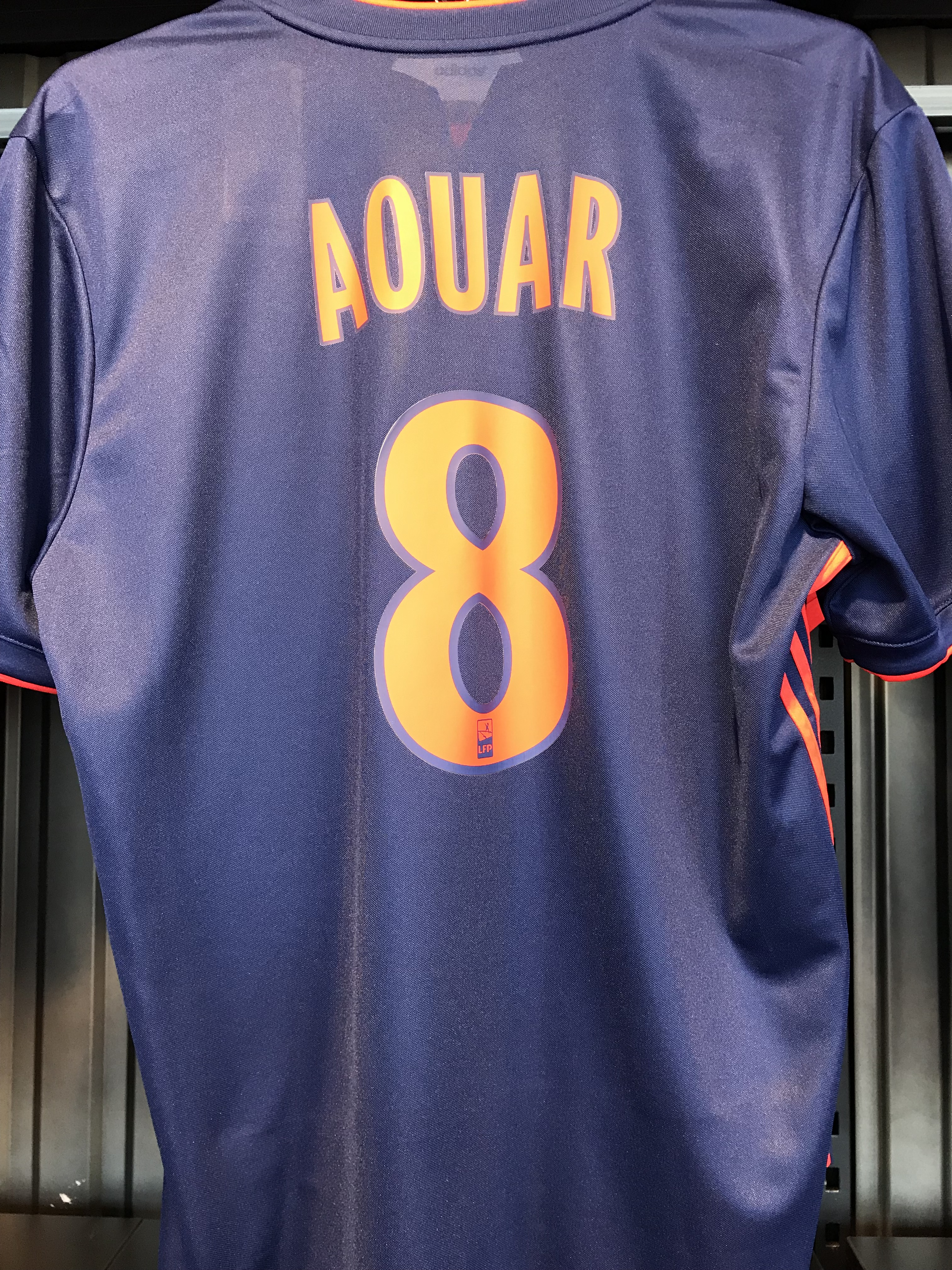
Aouar hérite du numéro 8 porté par Juninho.

Au début de la saison 2017-2018, malgré seulement quatre matches professionnels à son actif, Houssem Aouar récupère le symbolique numéro 8 (numéro ayant été porté par Juninho, une des légendes du club) laissé libre par Corentin Tolisso, et intègre pour de façon durable le groupe de Bruno Génésio. Cependant, le lyonnais passe tout le mois d'août et la majorité du mois de septembre sur le banc ou avec la CFA, avec sept minutes de jeu dans cette période, contre le FC Nantes. C'est lors de sa première titularisation en Ligue 1, le 23 septembre 2017, contre Dijon que Houssem Aouar éclate au grand jour en marquant son premier but en championnat et en étant sacré homme du match. Il enchaîne ensuite les matchs jusqu'à son premier but de la saison en Ligue Europa le 2 novembre face à Everton. Trois jours plus tard, il est titulaire lors de la victoire historique dans le derby face à l'AS Saint-Étienne. Le 10 décembre 2017, il inscrit son premier doublé, contre l'Amiens SC. Il réalise une saison complète et très prometteuse en intégrant définitivement le onze titulaire de Bruno Génésio, sa polyvalence étant fortement appréciée car il peut aussi bien jouer sur le côté gauche de l'attaque que dans le milieu à trois composé de Lucas Tousart et Tanguy Ndombele, bien qu'il soit plus à l'aise en tant que milieu offensif, position occupée par Nabil Fekir.

#### Progression et confirmation (depuis 2018)

##### Saison 2018-2019
Il commence la saison 2018-2019 dans la peau d'un titulaire, étant souvent associé à Tanguy Ndombele au milieu. Titulaire pendant une grande partie de la saison, il perd cependant sa place à un moment crucial de la saison à la suite d'une baisse de forme en février. Lucas Tousart prend sa place de titulaire pendant quelques matchs au milieu l'empêchant alors de jouer le match retour du huitième de finale de la Ligue des champions contre le FC Barcelone (défaite 5-1). Touché, il hausse son niveau de jeu dès le match suivant en marquant un but contre Montpellier (victoire 3-2). Il récupère ainsi sa place de titulaire et participe activement à la qualification de son club pour la prochaine Ligue des champions avec une troisième place obtenue devant des concurrents tels que Saint-Étienne ou Marseille. Il réalise une bonne saison 2018-2019 à l'image de son club de l'Olympique lyonnais, lui permettant ainsi d'obtenir une nomination pour le trophée du meilleur espoir de Ligue 1 pour la deuxième année consécutive. Dans la continuité de sa saison 2017-2018, Houssem Aouar réalise une bonne saison mais la plupart des journalistes considèrent qu'il peut faire beaucoup mieux et ce, malgré ses sept buts et autant de passes décisives en Ligue 1. Néanmoins, beaucoup de personnes considèrent qu'il faut prendre en compte l'instabilité de son club cette saison là (Bruno Génésio pris en grippe par les supporters, les mauvaises saisons des deux stars de l'équipe, Nabil Fekir et Memphis Depay) pour expliquer le fait qu'Aouar n'ait pu démontrer tout son potentiel.

##### Saison 2019-2020
La saison 2019-2020 est tout d'abord marquée par le changement d'entraîneur avec le Brésilien Sylvinho remplaçant Bruno Génésio qui avait lancé Houssem Aouar en équipe première. Il arrive accompagné de Juninho, icône de l'OL et une des idoles d'Aouar durant son enfance, au poste de directeur sportif. Ce dernier annonce la couleur en disant qu'il est très fan du numéro 8 lyonnais et qu'il attend beaucoup de lui cette saison. L'effectif subit quant à lui de nombreux changements, avec les départs de nombreux cadres tels que Ferland Mendy, Nabil Fekir et Tanguy Ndombele tout en enregistrant l'arrivée de plusieurs joueurs prometteurs tels que Joachim Andersen, Thiago Mendes ou encore Jeff Reine-Adélaïde. Il commence donc la saison en tant que titulaire confirmé et se verra confier de nombreuses responsabilités, notamment dans la création étant donné que l'ancien meneur de jeu de l'équipe, Nabil Fekir est parti. Le 16 août 2019, face au Angers SCO, il réalise une prestation de très grande classe dans la démonstration collective de son équipe (victoire 6-0) avec un but et deux passes décisives, dont une à Memphis Depay où il réalise une louche sublime, lobant les défenseurs angevins et retombant parfaitement dans les pieds de Memphis Depay n'ayant plus qu'à éliminer le gardien.
Le début de saison de l'OL est néanmoins très décevant, l'équipe ne proposant pas un jeu suffisamment bon pour espérer répondre aux attentes et perd même quatre de ses huit premiers matchs en championnat. À la suite d'une défaite contre l'AS Saint-Étienne lors du derby, Sylvinho est renvoyé de son poste d'entraîneur et est remplacé par Rudi Garcia, ancien entraîneur de l'OM. Houssem Aouar retrouve ensuite des couleurs et hausse son niveau de jeu. Il marque notamment un but magnifique contre le RB Leipzig (match nul 2-2), envoyant les Gones en huitièmes de finale de la Ligue des champions pour la deuxième année consécutive. L'équipe perd son capitaine Memphis Depay et sa recrue Jeff Reine-Adelaïde qui sont tous deux victimes d'une rupture des ligaments croisés. Face à cet énorme coup dur, Houssem Aouar enchaîne quelques bonnes performances qui sont néanmoins insuffisantes pour permettre à son équipe d'enchaîner les victoires. À la trêve hivernale, l'équipe se retrouve à une décevante douzième place avec sept victoires en dix-neuf matchs. Certains joueurs sont souvent pris en grippe par les supporters, montrant un climat d'instabilité régnant autour du club.
En revanche, Houssem Aouar s'impose de plus en plus comme le leader offensif de son équipe et est même l'auteur de buts importants : il marque le but de la victoire sur penalty contre Nice en huitièmes de finale de la Coupe de France durant le temps additionnel, cinq minutes après être entré en jeu (victoire 2-1) et récidive en quarts de finale en inscrivant le seul but du match, d'une frappe puissante, contre Marseille, pour envoyer son équipe en demi-finale de la compétition.

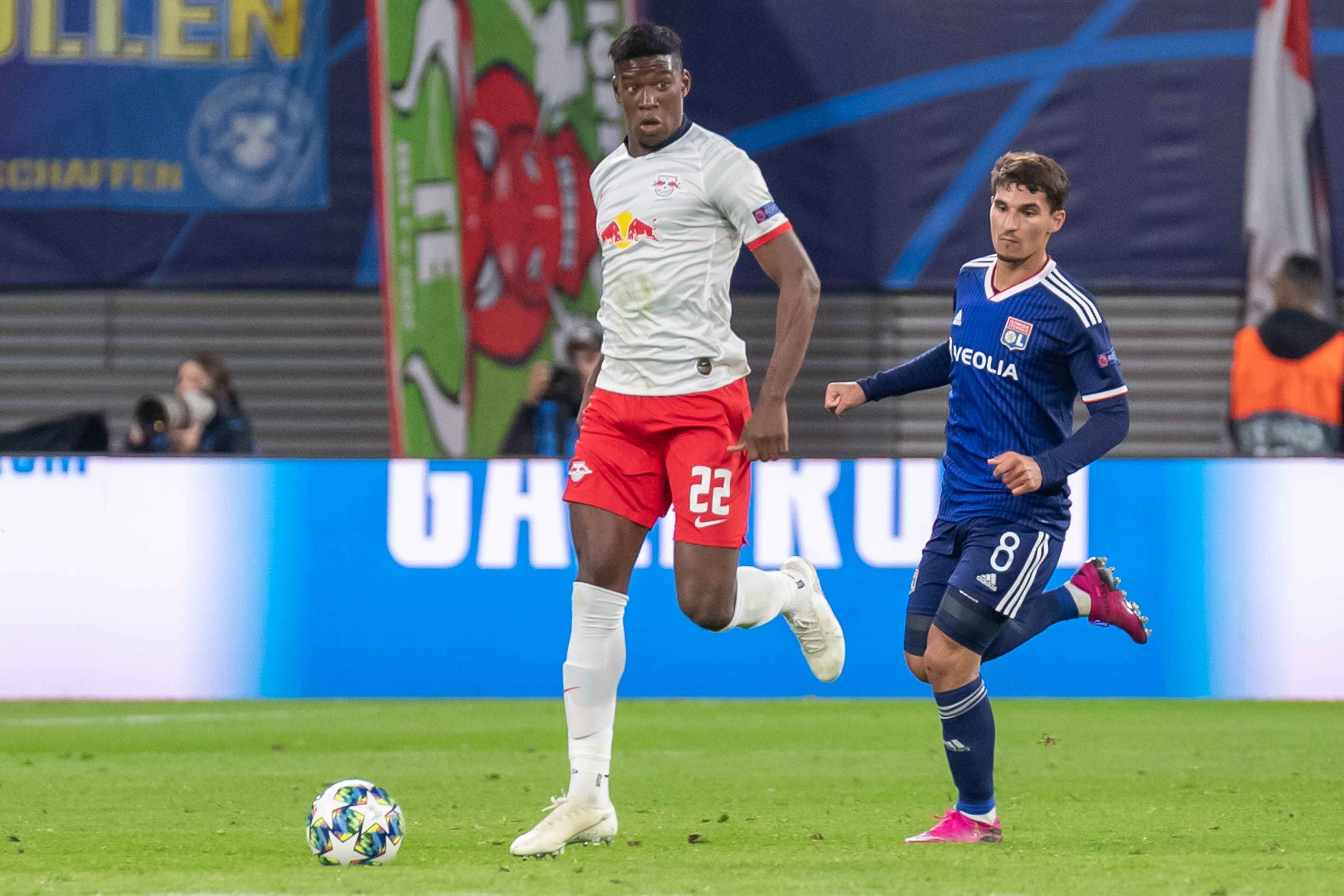
Houssem Aouar face au joueur du RB Leipzig Nordi Mukiele en phase de groupes de la Ligue des champions 2019-2020.

En huitième de finale aller de la Ligue des champions face à la Juventus FC de Cristiano Ronaldo, le no 8 lyonnais réalise une prestation de qualité en délivrant une passe décisive à Lucas Tousart pour le seul but du match (victoire 1-0). Il réalise des gestes de très grande classe avec notamment un petit pont sur la star argentine Paulo Dybala et cette prestation lui permet d'être élu homme du match lors de cette rencontre.
Avec l'interruption de la saison en raison de la Pandémie de Covid-19, l'Olympique lyonnais finit septième du championnat alors qu'il restait encore dix matchs à jouer. L'absence de coupe d'Europe pour la prochaine saison pour les Gones amplifie les rumeurs de départ d'Aouar au prochain mercato, au même titre que Moussa Dembélé et Memphis Depay. L'OL se retrouve donc condamné à remporter la Ligue des champions durant le Final 8 à Lisbonne pour participer à une Coupe d'Europe l'année prochaine à la suite de la défaite en finale de Coupe de la Ligue contre le PSG (0-0, défaite aux tirs au but). Cette mission se présente comme impossible car les Gones se retrouvent dans la même partie de tableau que la Juventus FC, le FC Barcelone, le Bayern Munich, Manchester City et le Real Madrid entre autres.
Pourtant, les lyonnais vont réaliser un parcours héroïque portés par Houssem Aouar et se hisser jusqu'en demi-finale de la compétition. Ils éliminent tout d'abord la Juventus FC d'un Cristiano Ronaldo stratosphérique, auteur d'un doublé au match retour, grâce à la règle des buts à l'extérieur (victoire 1-0 à l'aller, défaite 2-1 au retour). Houssem Aouar, après sa passe décisive à l'aller, récidive en provoquant le penalty décisif transformé par Memphis Depay au match retour. Ils affrontent ensuite Manchester City, qu'ils avaient déjà battu en poules l'an passé. Les Skyblues, composés de stars mondiales comme Raheem Sterling, Kevin De Bruyne et entraînés par un des plus grands entraîneurs de l'histoire du football, Pep Guardiola sont largement favoris face aux Gones. Les lyonnais, n'ayant rien à perdre, réalisent un match historique et l'emportent sur le score de 3-1 grâce à un doublé de Moussa Dembélé et un but de Maxwel Cornet. Solidaires en défense, propres à la récupération et profitant de chaque erreur des citizens pour marquer, ils réussissent un des plus beaux exploits du football français. Aligné au milieu avec la recrue hivernale Bruno Guimarães et la nouvelle pépite du centre de formation Maxence Caqueret, Houssem Aouar réalise une prestation incroyable et est à l'origine du troisième but lyonnais, sa frappe repoussée permettant à Moussa Dembélé de pousser la balle au fond dans le but vide. Il obtient par ailleurs la note de 9 par le journal L'Équipe pour sa prestation. Le parcours lyonnais prend fin en demi-finales face au Bayern Munich sur le score de 3-0, dix ans après la demi-finale perdue face à ces mêmes munichois. Les lyonnais se procurent pourtant trois énormes occasions en début de match pour ouvrir le score, mais ni Memphis Depay, ni Karl Toko-Ekambi ne réussissent à mettre la balle au fond des filets. En début de deuxième période, Karl Toko-Ekambi a la balle du 1-2 pour permettre à Lyon de revenir au score à la suite d'une passe d'Aouar mais bute sur Manuel Neuer, impérial ce soir-là. Cette défaite au goût amer, met donc fin au parcours lyonnais qui ne disputeront aucune compétition européenne pour la première fois depuis vingt-quatre ans. Bien que les regrets soient présents, Houssem Aouar affirme qu'il est fier du parcours de son équipe, un parcours salué par les supporters lyonnais, non présents pendant les matchs pour mesures sanitaires, mais qui ont apporté tout leur soutien sur les réseaux sociaux. Dans une saison tourmentée par les problèmes de l'équipe face aux supporters (notamment après le match nul 2-2 contre le RB Leipzig), le changement de coach, l'irrégularité de l'équipe, les grosses blessures de Jeff Reine-Adelaïde et de Memphis Depay dans un moment crucial de la saison, l'arrêt du championnat, les lyonnais sont parvenus à renverser la tendance grâce à leur parcours en Ligue des champions regagnant, par la même occasion, la confiance des supporters.
Quelques heures après le match, Juninho confirme qu'Aouar va probablement quitter son club de cœur à la fin du mercato estival, repoussé jusqu'au 13 octobre 2020 en raison de la pandémie. D'un point de vue personnel, Houssem Aouar a réalisé de très grandes performances face aux meilleures équipes européennes et a impressionné dans le Final 8. Bien que la confirmation fut tardive, sa saison est très réussie malgré une baisse statistique en championnat (ce qui peut aussi être expliqué par l'arrêt de la Ligue 1). Il finit la saison avec 5 passes décisives en Ligue des champions, ce qui est le deuxième meilleur total de la compétition. Au-delà des statistiques, Houssem Aouar s'est aussi affirmé comme une pièce centrale du jeu lyonnais durant cette saison.

##### Saison 2020-2021
Resté au club au début de la saison 2020-2021 malgré les rumeurs d'un possible départ (notamment du côté d'Arsenal), Aouar est touché par la Covid-19 à la fin du mois d'août 2020 et rate le premier match de Ligue 1 des Lyonnais. Vite rétabli, il entre en jeu le 11 septembre 2020 contre les Girondins de Bordeaux et se montre à son avantage lors d'un match nul 0-0. Quatre jours plus tard, Aouar se fait expulser pour la première fois de sa carrière à la suite d'un geste de frustration sur Arnaud Souquet face à Montpellier, les lyonnais finiront par perdre ce match sur le score de 2-1. Il revient deux semaines plus tard à Lorient (match nul 1-1) et réalise une prestation décevante à l'image de son équipe. Il se rattrape néanmoins la semaine suivante, en inscrivant, sur pénalty, son premier but de la saison lors de l'Olympico à domicile (match nul 1-1).
Le début de saison des lyonnais est assez poussif et ils ne parviennent à remporter qu'une seule de leurs six premières rencontres de Ligue 1 (sept points pris sur dix-huit possibles). Néanmoins, poussés par l'intégration de Lucas Paquetá et de Tino Kadewere recrutés pendant l'été, les lyonnais vont enchaîner dix victoires sur treize possibles en restant invaincus pendant toute la fin de l'année 2020. Les Gones parviennent à être sacrés champions d'automne pour la première fois depuis la saison 2008-2009. Après dix-neuf journées de championnat le club cumule quarante points, soit un point de plus que le Paris Saint-Germain et le LOSC respectivement deuxièmes et troisièmes. D'un point de vue collectif, les lyonnais jouent à un très haut niveau dans le 4-3-3 de Rudi Garcia. Positionné au milieu en association avec les brésiliens Lucas Paquetá et Thiago Mendes, Aouar est titulaire d'une équipe enfin prétendante au titre qui ne dispute pas d'autres compétitions européennes et a donc l'avantage de jouer avec un calendrier allégé.

##### Saison 2021-2022
L'intersaison voit la nomination de Peter Bosz à la tête de l'équipe première, qui nomme dans la foulée Aouar vice capitaine. À la fin octobre 2021, après quinze rencontres, il est auteur de cinq buts, incluant deux réalisations contre Brondby et le Sparta Prague en Ligue Europa, tandis que les trois autres sont marqués en Ligue 1 lors du derby face à l'AS Saint-Étienne puis contre Nice et Lens, deux prétendants au podium.

### AS Rome (2023-2024)
En fin de contrat avec l'OL, Houssem Aouar signe un contrat 5 ans avec l'AS Rome en juin 2023.

### Al-Ittihad Club (depuis 2024)
Le 16 juillet 2024, le joueur rejoint le Al-Ittihad Club pour 15M€ pour un contrat de quatre ans.

### En sélection nationale

#### Avec la France
Le 2 novembre 2017, il est récompensé de son bon début de saison et est appelé en Équipe de France espoirs par Sylvain Ripoll,. Il entre en cours de jeu lors des deux matches face à la Bulgarie et face à la Slovénie,. Il est sélectionné pour l'Euro Espoirs 2019 organisé en Italie, aux côtés de notamment de Jeff Reine-Adélaïde, Jonathan Ikoné ou encore Moussa Dembélé, son coéquipier en club. Houssem Aouar joue trois matchs contre l'Angleterre, la Croatie et l'Espagne ; cette dernière équipe élimine l'équipe de France au stade des demi-finales.
Le 27 août 2020, il est appelé pour la première fois en équipe de France A par Didier Deschamps, pour affronter la Suède et la Croatie dans le cadre de la Ligue des nations. Le lendemain, il est testé positif au Covid-19 et déclare forfait pour les deux rencontres, ; il est remplacé par son ancien coéquipier de Lyon Nabil Fekir.
Le 1er octobre 2020, il est appelé pour la deuxième fois en équipe de France A par Didier Deschamps. Il honore sa première sélection le 7 octobre 2020 face à l'Ukraine (victoire 7-1) en étant aligné d'entrée fêtant ainsi par la même occasion sa première sélection et sa première titularisation avec les A. Auteur d'une prestation plutôt moyenne, il ne rentre pas en jeu lors des deux matchs suivants comptant pour la Ligue des nations, contre le Portugal (match nul 0-0) et la Croatie (victoire 2-1).
Il est absent de la liste suivante en novembre, mais à la suite du forfait de Nabil Fekir, il est finalement convoqué en remplacement. Il doit cependant de nouveau déclarer forfait gêné par une blessure contractée lors du derby contre Saint-Étienne, trois jours avant le premier match des Bleus.

#### Avec l'Algérie

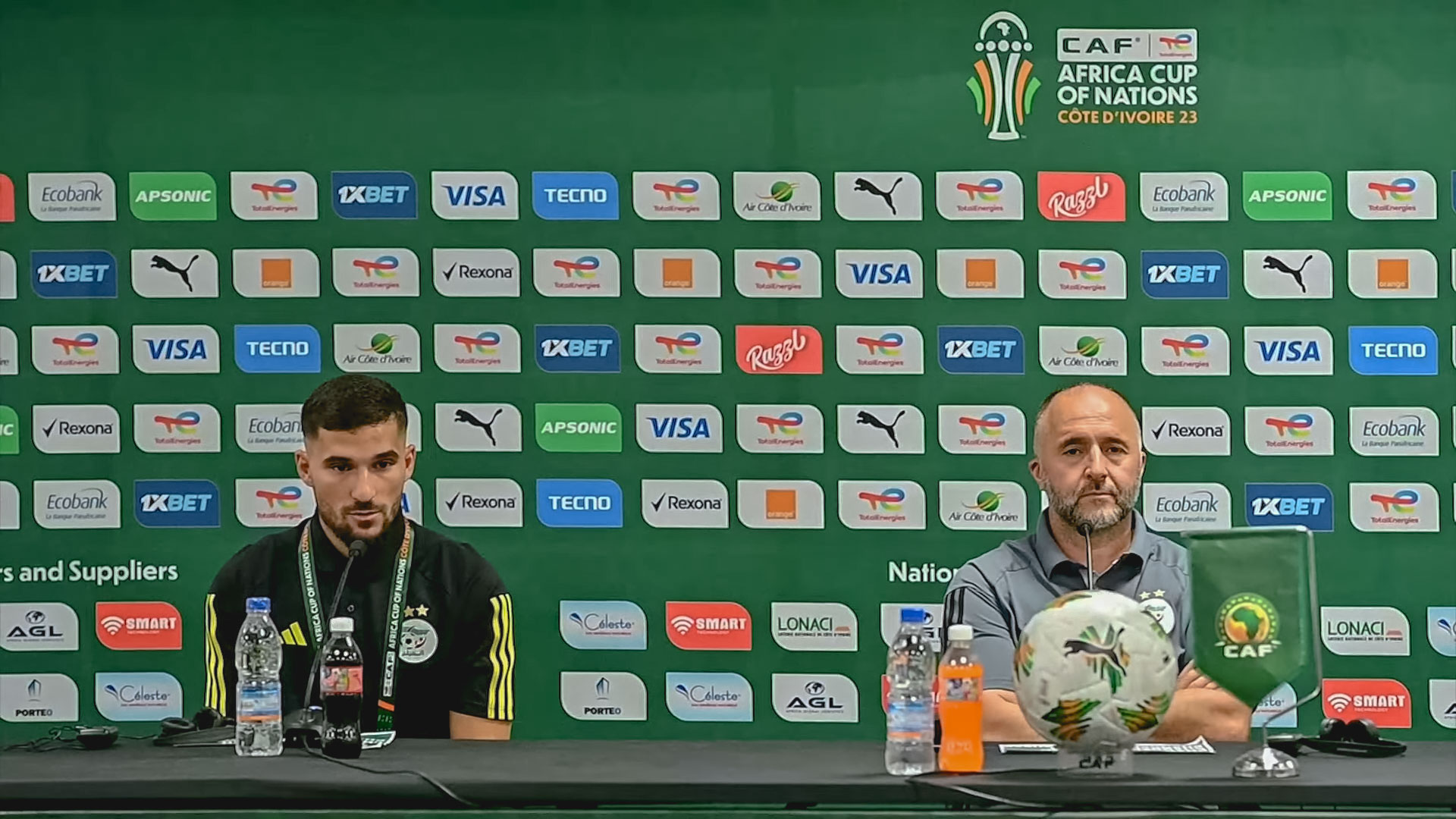
Houssem Aouar et Djamel Belmadi en conférence de presse avant le match contre la Mauritanie à la Coupe d'Afrique des Nations 2024.

Le 6 janvier 2023, le président de la fédération algérienne de football annonce qu'Houssem Aouar a choisi de changer de nationalité sportive et rejoindra la sélection algérienne. Il officialise sa décision le 16 mars. Il est convoqué pour la première fois le 30 mai 2023 par Djamel Belmadi pour affronter l'Ouganda et la Tunisie, en fêtant ses deux premières sélections (victoire 2-1 contre l'Ouganda, égalité 1-1 contre la Tunisie). À l'occasion de sa 3ème sélection, contre le Cap-Vert, où il fête sa première titularisation, il met ses deux premiers buts avec Les fennecs en inscrivant un doublé (victoire 5-1). Le 29 décembre 2023, il est retenu dans la liste des vingt-sept joueurs algériens sélectionnés par Djamel Belmadi pour disputer la Coupe d'Afrique des nations 2023.

## Style de jeu
Houssem Aouar, droitier, est un milieu offensif polyvalent, pouvant évoluer aux postes de 9 et demi, sur l'aile gauche, ou en tant que milieu relayeur. Il fait parler de lui pour son aisance technique, son toucher de balle et sa vision du jeu.

## Statistiques

### En club
| Saison                | Club                    | Championnat           | Championnat | Championnat | Championnat | Coupe nationale | Coupe nationale | Coupe nationale | Coupe de la Ligue | Coupe de la Ligue | Coupe de la Ligue | Supercoupe | Supercoupe | Supercoupe | Compétition(s) continentale(s) | Compétition(s) continentale(s) | Compétition(s) continentale(s) | Compétition(s) continentale(s) | Total | Total | Total |
| Saison                | Club                    | Division              | M.          | B.          | P.d.        | M.              | B.              | P.d.            | M.                | B.                | P.d.              | M.         | B.         | P.d.       | Comp.                          | M.                             | B.                             | P.d.                           | M.    | B.    | P.d.  |
| 2015-2016             | Olympique lyonnais rés. | CFA                   | 6           | 0           | 0           | -               | -               | -               | -                 | -                 | -                 | -          | -          | -          | -                              | -                              | -                              | -                              | 6     | 0     | 0     |
| 2016-2017             | Olympique lyonnais rés. | CFA                   | 15          | 4           | 0           | -               | -               | -               | -                 | -                 | -                 | -          | -          | -          | -                              | -                              | -                              | -                              | 15    | 4     | 0     |
| 2017-2018             | Olympique lyonnais rés. | National 2            | 1           | 0           | 0           | -               | -               | -               | -                 | -                 | -                 | -          | -          | -          | -                              | -                              | -                              | -                              | 1     | 0     | 0     |
| Sous-total            | Sous-total              | Sous-total            | 22          | 4           | 0           | -               | -               | -               | -                 | -                 | -                 | -          | -          | -          | -                              | -                              | -                              | -                              | 22    | 4     | 0     |
| 2016-2017             | Olympique lyonnais      | Ligue 1               | 3           | 0           | 0           | -               | -               | -               | -                 | -                 | -                 | 0          | 0          | 0          | C3                             | 2                              | 1                              | 0                              | 5     | 1     | 0     |
| 2017-2018             | Olympique lyonnais      | Ligue 1               | 32          | 6           | 4           | 4               | 0               | 0               | 0                 | 0                 | 0                 | -          | -          | -          | C3                             | 8                              | 1                              | 1                              | 44    | 7     | 5     |
| 2018-2019             | Olympique lyonnais      | Ligue 1               | 37          | 7           | 7           | 2               | 0               | 0               | 1                 | 0                 | 0                 | -          | -          | -          | C1                             | 7                              | 0                              | 3                              | 47    | 7     | 10    |
| 2019-2020             | Olympique lyonnais      | Ligue 1               | 25          | 3           | 4           | 4               | 3               | 1               | 4                 | 2                 | 1                 | -          | -          | -          | C1                             | 8                              | 1                              | 4                              | 41    | 9     | 10    |
| 2020-2021             | Olympique lyonnais      | Ligue 1               | 31          | 7           | 4           | 3               | 1               | 1               | -                 | -                 | -                 | -          | -          | -          | -                              | -                              | -                              | -                              | 34    | 8     | 5     |
| 2021-2022             | Olympique lyonnais      | Ligue 1               | 35          | 6           | 3           | -               | -               | -               | -                 | -                 | -                 | -          | -          | -          | C3                             | 9                              | 2                              | 0                              | 44    | 8     | 3     |
| 2022-2023             | Olympique lyonnais      | Ligue 1               | 16          | 1           | 1           | 2               | 0               | 0               | -                 | -                 | -                 | -          | -          | -          | -                              | -                              | -                              | -                              | 18    | 1     | 1     |
| Sous-total            | Sous-total              | Sous-total            | 179         | 30          | 23          | 15              | 4               | 2               | 5                 | 2                 | 1                 | -          | -          | -          | -                              | 34                             | 5                              | 8                              | 233   | 41    | 34    |
| 2023-2024             | AS Rome                 | Serie A               | 16          | 4           | 0           | -               | -               | -               | -                 | -                 | -                 | -          | -          | -          | C3                             | 9                              | 0                              | 0                              | 25    | 4     | 0     |
| 2024-2025             | Ittihad Club            | Saudi Pro League      | 30          | 12          | 4           | 4               | 1               | 0               | -                 | -                 | -                 | -          | -          | -          | -                              | -                              | -                              | -                              | 34    | 13    | 4     |
| 2025-2026             | Ittihad Club            | Saudi Pro League      | -           | -           | -           | -               | -               | -               | -                 | -                 | -                 | 1          | 0          | 0          | -                              | -                              | -                              | -                              | 1     | 0     | 0     |
| Sous-total            | Sous-total              | Sous-total            | 30          | 12          | 4           | 4               | 1               | 0               | -                 | -                 | -                 | 1          | 0          | 0          | -                              | -                              | -                              | -                              | 35    | 13    | 4     |
| Total sur la carrière | Total sur la carrière   | Total sur la carrière | 247         | 50          | 27          | 19              | 5               | 2               | 5                 | 2                 | 1                 | 1          | 0          | 0          | -                              | 43                             | 5                              | 8                              | 315   | 62    | 38    |

### En sélection nationale

#### Équipes de France jeunes
| Saison                | Sélection             | Campagne              | Phases finales | Phases finales | Éliminatoires | Éliminatoires | Matchs amicaux | Matchs amicaux | Total | Total |
| Saison                | Sélection             | Campagne              | M              | B              | M             | B             | M              | B              | M     | B     |
| --------------------- | --------------------- | --------------------- | -------------- | -------------- | ------------- | ------------- | -------------- | -------------- | ----- | ----- |
| 2014-2015             | France - 17 ans       | -                     | -              | -              | -             | -             | 1              | 0              | 1     | 0     |
| Sous-total            | Sous-total            | Sous-total            | -              | -              | -             | -             | 1              | 0              | 1     | 0     |
| 2017-2018             | France Espoirs        | UEFA Euro 2019        | -              | -              | 2             | 0             | 1              | 0              | 3     | 0     |
| 2018-2019             | France Espoirs        | UEFA Euro 2019        | 3              | 0              | 3             | 2             | 5              | 0              | 11    | 2     |
| 2019-2020             | France Espoirs        | UEFA Euro 2021        | -              | -              | 2             | 2             | -              | -              | 2     | 2     |
| Sous-total            | Sous-total            | Sous-total            | 3              | 0              | 7             | 4             | 6              | 0              | 16    | 4     |
| Total sur la carrière | Total sur la carrière | Total sur la carrière | 3              | 0              | 7             | 4             | 7              | 0              | 17    | 4     |

#### En équipes d'Algérie
| Saison                | Sélection             | Phases finales        | Phases finales | Phases finales | Phases finales | Éliminatoires CDM | Éliminatoires CDM | Éliminatoires CDM | Éliminatoires CAN | Éliminatoires CAN | Éliminatoires CAN | Matchs amicaux | Matchs amicaux | Matchs amicaux | Total | Total | Total |
| Saison                | Sélection             | Compétition           | M              | B              | Pd             | M                 | B                 | Pd                | M                 | B                 | Pd                | M              | B              | Pd             | M     | B     | Pd    |
| --------------------- | --------------------- | --------------------- | -------------- | -------------- | -------------- | ----------------- | ----------------- | ----------------- | ----------------- | ----------------- | ----------------- | -------------- | -------------- | -------------- | ----- | ----- | ----- |
| 2022-2023             | Algérie               | -                     | -              | -              | -              | -                 | -                 | -                 | 1                 | 0                 | 0                 | 1              | 0              | 0              | 2     | 0     | 0     |
| 2023-2024             | Algérie               | CAN 2023              | 2              | 0              | 0              | 2                 | 1                 | 0                 | -                 | -                 | -                 | 5              | 2              | 0              | 9     | 3     | 0     |
| 2024-2025             | Algérie               | -                     | -              | -              | -              | -                 | -                 | -                 | 3                 | 2                 | 0                 | 1              | 0              | 0              | 4     | 2     | 0     |
| Total sur la carrière | Total sur la carrière | Total sur la carrière | 2              | 0              | 0              | 2                 | 1                 | 0                 | 4                 | 2                 | 0                 | 7              | 2              | 0              | 15    | 5     | 0     |

#### Matchs internationaux
Le tableau suivant liste les rencontres de l'équipe d'Algérie dans lesquelles Houssem Aouar a été sélectionné depuis le 18 juin 2023 jusqu'à présent.

## Palmarès

### En club
| Olympique lyonnais                                                                    | Al-Ittihad Club (2)                                                                           |
| ------------------------------------------------------------------------------------- | --------------------------------------------------------------------------------------------- |
| - Coupe de la Ligue : - Finaliste : 2020 - Trophée des champions : - Finaliste : 2016 | - Saudi Pro League (1) : - Champion : 2025 - Coupe d’Arabie saoudite (1) : - Vainqueur : 2025 |

## Distinctions personnelles
- Nommé pour le Trophée UNFP du meilleur espoir de Ligue 1 en 2018 et en 2019.
- 8e du trophée Kopa 2018[47].
- Membre de l'équipe type de la Ligue des champions de l'UEFA en 2020[48].